# Tanausis

Cólquida e Reino da Ibéria entre 600 e

Tanausis foi um rei lendário dos godos citado na Gética de Jordanes, que segundo os estudiosos teria reinado entre 1323 e 1 290 a.C.. De acordo com Jordanes, em seu reinado teria interrompido o avanço dos exércitos egípcios do faraó Vesósis durante sua invasão da Cólquida, e numa batalha travada próxima ao rio Fásis, Tanausis expulsou os invasores que aquela altura já haviam conquistado os etíopes e citas. Com esta vitória, Tanausis pôde perseguir os egípcios até o Egito, onde o Nilo e as fortificações edificadas sob ordens de Vesósis contra os etíopes dissuadiram o rei gótico de prosseguir em sua tentativa de matar o faraó.
No caminho de volta, conquistou grandes porções da Ásia e entregou estes domínios para Sorno, rei dos medos, que era um querido amigo seu. Por essa época, cobiçosos das riquezas das províncias conquistadas, vários dos soldados de Tanausis desertaram e assentaram nestas regiões; citando Pompeu Trogo, Jordanes afirma que estes desertores formariam os partas. Tempos depois, Tanausis faleceria e seria cultuado como parte do panteão de deuses góticos.
Esse relato de Tanausis contido na Gética provavelmente baseou-se na obra de Justino, que também baseou seu trabalho em Pompeu Trogo, na qual é descrito um conflito entre o faraó Sesósis e o rei cita Tanau. Comparações também foram feitas com uma afirmação de Isidoro de Sevilha, segundo a qual o rio Tánais (atual Don) teria sido nomeado em honra ao rei cita Tano.